# Kevin Corrigan
Kevin Fitzgerald Corrigan (New York, 27 marzo 1969) è un attore statunitense.

## Biografia
Nato e cresciuto nel Bronx, borough di New York, da padre statunitense d'origini irlandesi e da madre portoricana, Corrigan è attivo dal 1989. È sposato con l'attrice Elizabeth Berridge, dalla quale ha avuto una figlia, Sadie Rose Corrigan.

## Filmografia parziale

### Cinema
- Quei bravi ragazzi (Goodfellas), regia di Martin Scorsese (1990)
- Billy Bathgate - A scuola di gangster (Billy Bathgate), regia di Robert Benton (1991)
- Bad Boys, regia di Michael Bay (1995)
- Parlando e sparlando (Walking and Talking), regia di Nicole Holofcener (1996)
- L'altra faccia di Beverly Hills (Slums of Beverly Hills), regia di Tamara Jenkins (1998)
- Buffalo '66, regia di Vincent Gallo (1998)
- Detroit Rock City, regia di Adam Rifkin (1999)
- Lonesome Jim, regia di Steve Buscemi (2005)
- The Departed - Il bene e il male (The Departed), regia di Martin Scorsese (2006)
- Su×bad - Tre menti sopra il pelo (Superbad), regia di Greg Mottola (2007)
- American Gangster, regia di Ridley Scott (2007)
- Certamente, forse (Definitely, Maybe), regia di Adam Brooks (2008)
- Strafumati (Pineapple Express), regia di David Gordon Green (2008)
- Unstoppable - Fuori controllo (Unstoppable), regia di Tony Scott (2010)
- The Next Three Days, regia di Paul Haggis (2010)
- Il dittatore (The Dictator), regia di Larry Charles (2012)
- 7 psicopatici (Seven Psychopaths), regia di Martin McDonagh (2012)
- Storia d'inverno (Winter's Tale), regia di Akiva Goldsman (2014)
- Cymbeline, regia di Michael Almereyda (2014)
- Results, regia di Andrew Bujalski (2015)
- L'autostrada (Take the 10), regia di Chester Tam (2017)
- Il re di Staten Island (The King of Staten Island), regia di Judd Apatow (2020)
- Lost Girls, regia di Liz Garbus (2020)

### Televisione
- I Finnerty (Grounded for Life) – serie TV (2001-2005)
- The Black Donnellys – serie TV, 6 episodi (2007)
- Californication – serie TV, episodio 3x05 (2009)
- Law & Order - Unità vittime speciali (Law & Order: Special Victims Unit) – serie TV, episodio 11x22 (2010)
- Fringe – serie TV, 100 episodi (2008-2013)
- The Mentalist – serie TV, 7 episodi (2012-2013)
- Community – serie TV, 3 episodi (2010-2014)
- Deception – serie TV, 1 episodio (2018)
- City on a Hill – serie TV, episodio 3x08 (2022)
- Law & Order: Organized Crime – serie TV, episodi 3x02, 3x03, 3x04 (2022-2023)

## Riconoscimenti
- 2015 – Gotham Awards[2]
  - Candidatura come Miglior attore per Results

## Doppiatori italiani
Nelle versioni in italiano delle opere in cui ha recitato, Kevin Corrigan è stato doppiato da:
- Massimo De Ambrosis in Billy Bathgate - A scuola di gangster, The Mentalist, Fringe, Bull, Il re di Staten Island
- Fabrizio Vidale in Storia d'inverno, Dice
- Luigi Ferraro in American Gangster, The Next Three Days
- Gaetano Varcasia in Strafumati, CSI: Miami
- Alessandro Budroni in 7 psicopatici
- Christian Iansante in The Departed - Il bene e il male
- Davide Marzi in Su×bad - Tre menti sopra il pelo'
- Emiliano Coltorti in Certamente, forse
- Alessandro Quarta in Damages
- Stefano Brusa in Lonesome Jim
- Sergio Lucchetti in Unstoppable - Fuori controllo
- Enzo Avolio in Blue Bloods
- Franco Mannella in City on a Hill
- Gabriele Calindri in Community
- Stefano Crescentini in The Black Donnellys
- Pasquale Anselmo in Lost Girls
- Roberto Stocchi in Law & Order: Organized Crime